# 리보니아어
리보니아어(līvõ kēļ 또는 rāndakēļ)는 우랄어족 발트 핀어에 속하는 언어이다. 에스토니아어와 같이 조사와 모음이 발달해 있으며, 에스토니아어와 매우 가깝다. 리브어를 쓰는 사람들은 예부터 리보니아라는 지역에서 살아왔는데, 오늘날 리보니아는 라트비아에 딸린 한 지역이다. 리브어는 소멸위기언어로 이 말을 쓰는 사람의 수에 대해서는 자료가 엇갈린다.
리보니아인 공동체(별개의 정체성을 지닌)내에서 리브어를 활성화하려는 움직임이 있으나, 인구가 매우 적고 흩어져 있어 리브어를 쓸 기회가 적다. 19세기 말까지만 해도 사용자가 2300여명에 달했지만, 2007년에 나온 소멸위기언어 재단의 출판물에 따르면 리브어를 아는 사람은 182명 정도이고 그 중 단 여섯 명만이 리브어의 원어민이었다. 하지만 2013년 6월 6일 마지막 사용자인 Grizelda Kristiņa(그리젤다 크리스티나)가 향년 102세의 나이로 사망하면서 사어가 되었다. 현재 리브어를 제2 모국어로 사용하는 사람은 적게는 40명 많게는 220명이 사용한다고 한다.

## 리브어 모음 음운
|           | Front   | Front     | Central | Back    | Back  |
| unrounded | rounded | unrounded | Central | rounded |       |
| --------- | ------- | --------- | ------- | ------- | ----- |
| Close     | i ⟨i⟩   | (y ⟨y⟩)   | ɨ ⟨õ⟩   | ɯ       | u ⟨u⟩ |
| Mid       | ɛ~e ⟨e⟩ | (œ ⟨ö⟩)   | ə       | ɤ ⟨ȯ⟩   | o ⟨o⟩ |
| Open      | æ ⟨ä⟩   |           |         | ɑ ⟨a⟩   |       |

1. ↑  Back versus central articulation is not significant for non-front unrounded vowels, so õ and ȯ can also be marked as central ([ɨ~ɯ] and [ɤ~ɘ], respectively).
2. 1 2  /y/ and /œ/ were present in earlier generations but merged with other vowels in later generations; these were present dialectally as late as 1997
3. ↑  e may either be pronounced as [ɛ] or [e̞].
4. ↑  Unstressed õ /ɨ/ is realized as [ə].

## 리브어 자음 음운
|             |           | Labial  | Dental | Palatal | Velar | Glottal |
| ----------- | --------- | ------- | ------ | ------- | ----- | ------- |
| Nasal       | Nasal     | m ⟨m⟩   | n ⟨n⟩  | ɲ ⟨ņ⟩   | ŋ     |         |
| Plosive     | voiceless | p ⟨p⟩   | t̪ ⟨t⟩  | c ⟨ț⟩   | k ⟨k⟩ |         |
| Plosive     | voiced    | b ⟨b⟩   | d̪ ⟨d⟩  | ɟ ⟨ḑ⟩   | ɡ ⟨g⟩ |         |
| Fricative   | voiceless | (f ⟨f⟩) | s ⟨s⟩  | ʃ ⟨š⟩   |       | (h ⟨h⟩) |
| Fricative   | voiced    | v ⟨v⟩   | z ⟨z⟩  | ʒ ⟨ž⟩   |       |         |
| Trill       | Trill     |         | r ⟨r⟩  | rʲ ⟨ŗ⟩  |       |         |
| Approximant | central   |         |        | j ⟨j⟩   |       |         |
| Approximant | lateral   |         | l ⟨l⟩  | ʎ ⟨ļ⟩   |       |         |

1. ↑  /n/ becomes [ŋ] preceding /k/ or /ɡ/.

## 리브어 알파벳
A/a, Ā/ā, Ä/ä, Ǟ/ǟ, B/b, (C/c, Č/č), D/d, Ḑ/ḑ, E/e, Ē/ē, F/f, G/g, H/h, I/i, Ī/ī, J/j, K/k, L/l, Ļ/ļ, M/m, N/n, Ņ/ņ, O/o, Ō/ō, Ȯ/ȯ, Ȱ/ȱ, Õ/õ, Ȭ/ȭ, (Ö/ö, Ȫ/ȫ), P/p, R/r, Ŗ/ŗ, S/s, Š/š, T/t, Ț/ț, U/u, Ū/ū, V/v, (W/w, X/x, Y/y, Ȳ/ȳ), Z/z, Ž/ž

## 간단한 회화
괄호 친 부분은 에스토니아어이다.
- 안녕하세요 – Tēriņtš! (Tere)
- 식사 맛있게 하세요! - Jõvvõ sīemnaigõ!
- 좋은 아침! - Jõvā ūomõg! / Jõvvõ ūomõgt!
- 좋은 하루 되세요! - Jõvā pǟva! / Jõvvõ päuvõ!
- 감사합니다! - Tienū! (Aitah=에스토니아어)
- 새해 복 많이 받으세요! - Vȯndzist Ūdāigastõ!
- 죽음 - kȭlmä
- 하나 – ikš (üks)
- 둘 – kakš (kaks)
- 셋 – kuolm (kolm)
- 넷 – nēļa (neli)
- 다섯 – vīž (viis)
- 여섯 – kūž (kuus)
- 일곱 – seis (seitse)
- 여덟 – kōdõks (kaheksa)
- 아홉 – īdõks (üheksa)
- 열 – kim (teist)